# Erpe-Mere
Erpe-Mere est une commune néerlandophone de Belgique en Région flamande dans la province de Flandre-Orientale.

## Géographie
Erpe-Mere est situé dans le Denderstreek et traversé par le Molenbeek et le Molenbeek-Ter Erpenbeek

### Sections de la commune
La commune résulte de la fusion de huit anciennes communes, devenues des sections, en 1977.
| # | Section   | Superf. (km²) | Habitants (2020) | Habitants par km² | Code INS |
| - | --------- | ------------- | ---------------- | ----------------- | -------- |
| 1 | Mere      | 5,80          | 5.428            | 936               | 41082A   |
| 2 | Erpe      | 8,36          | 5.124            | 613               | 41082B   |
| 3 | Aaigem    | 7,47          | 2.101            | 281               | 41082C   |
| 4 | Burst     | 3,83          | 3.103            | 809               | 41082D   |
| 5 | Bambrugge | 2,91          | 1.829            | 629               | 41082E   |
| 6 | Ottergem  | 1,59          | 511              | 321               | 41082F   |
| 7 | Vlekkem   | 1,19          | 275              | 232               | 41082G   |
| 8 | Erondegem | 3,25          | 1.764            | 543               | 41082H   |

### Localités
Dans la section de Bambrugge: Egem.

## Héraldique
|  | La commune possède des armoiries qui lui ont été octroyées le 8 mai 1981. Elles sont une combinaison d'éléments historiques et d'éléments provenant des armoiries des anciennes municipalités. L'écu d'argent avec l'épée provient des armoiries de la ville d'Alost car la municipalité appartenait historiquement au territoire de la ville. Les anciennes armoiries de Bondegem, Mere et Ottergem ont également montré une épée. Le lion est dérivé des armoiries des seigneurs médiévaux d'Erpe. Un lion faisait également partie des armoiries d'Aaigem et Burst. Les 8 étoiles font référence aux 8 anciennes municipalités fusionnées au 1er janvier 1977 et proviennent des armoiries d'Aaigem et de Vlekkem ainsi que du vieux sceau d'Erondegem. Au cours d'une réunion tenue le 3 novembre 1977, le conseil communal adopta des armoiries différentes mais avec les mêmes éléments. Ces armoiries portaient un écu divisé avec une épée en argent et un lion rouge dans de l'or et les huit étoiles dans le chef. Après quelques discussions avec le Conseil héraldique flamand, les armes ont été restructurées et finalement accordées en 1981. Blasonnement : D'argent au lion de gueules accompagné à dextre d'une épée du même et entouré de huit étoiles à cinq branches d'azur. Source du blasonnement : Heraldy of the World. |

## Démographie

### Évolution démographique de la commune fusionnée
Graphe de l'évolution de la population de la commune. Les données ci-après intègrent les anciennes communes dans les données avant la fusion en 1977.
- Source : DGS - Remarque: 1831 jusqu'à 1981=recensement; depuis 1990=nombre d'habitants chaque 1er janvier[3]

## Sports
Le Steenbergcross est une compétition de cyclo-cross disputée à Steenberg dans Bambrugge à Erpe-Mere.
Erpe-Mere avait sept clubs de football affiliés à l'Union Belge. On y trouve encore quatre clubs actifs : le SK Aaigem, le KRC Bambrugge, le KFC Olympic Burst et le FC Mere. Le FC Edixvelde a été absorbé par le FC Mere. Le FC Oranja Erpe et Le KFC Olympia Erondegem ont fusionné pour devenir le KVC Erpe Erondegem, avant que ce club ne soit lui-même absorbé par le FC Mere.

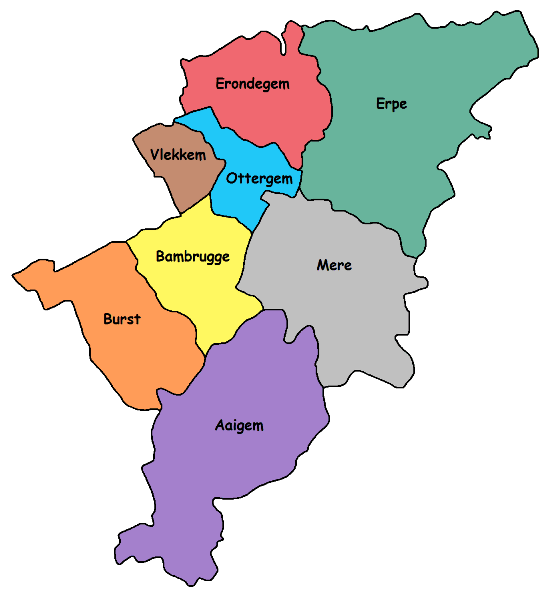
Localisation des communes associées dans Erpe-Mere